# Episodi di Adventure Time (seconda stagione)
La seconda stagione di Adventure Time è andata in onda per la prima volta negli Stati Uniti a partire dall'11 ottobre 2010, mentre in Italia è stata messa in onda in contemporanea agli episodi della prima stagione.
| Nº | Nº | Titolo originale              | Titolo italiano                 | Prima TV         | Prima TV italiana |
| -- | -- | ----------------------------- | ------------------------------- | ---------------- | ----------------- |
| 27 | 1  | It Came from the Nightosphere | Il padre di Marceline           | 11 ottobre 2010  |                   |
| 28 | 2  | The Eyes                      | Il cavallo spione               | 18 ottobre 2010  |                   |
| 29 | 3  | Loyalty to the King           | Fedeltà al re                   | 25 ottobre 2010  | 9 giugno 2011     |
| 30 | 4  | Blood Under the Skin          | L'armatura                      | 1º novembre 2010 | 12 giugno 2011    |
| 31 | 5  | Storytelling                  | Raccontami una storia           | 8 novembre 2010  |                   |
| 32 | 6  | Slow Love                     | Lumaca senzatetto               | 15 novembre 2010 |                   |
| 33 | 7  | Power Animal                  | Festamania                      | 22 novembre 2010 |                   |
| 34 | 8  | Crystals Have Power           | Il potere dei cristalli         | 29 novembre 2010 |                   |
| 35 | 9  | The Other Tarts               | Le altre crostate               | 3 gennaio 2011   |                   |
| 36 | 10 | To Cut a Woman's Hair         | Taglia la ciocca                | 10 gennaio 2011  |                   |
| 37 | 11 | The Chamber of Frozen Blades  | La stanza delle lame ghiacciate | 17 gennaio 2011  |                   |
| 38 | 12 | Her Parents                   | I genitori di lei               | 24 gennaio 2011  |                   |
| 39 | 13 | The Pods                      | Scontro con gelato              | 31 gennaio 2011  |                   |
| 40 | 14 | The Silent King               | Il re silenzioso                | 7 febbraio 2011  |                   |
| 41 | 15 | The Real You                  | Il vero te                      | 14 febbraio 2011 |                   |
| 42 | 16 | Guardians of Sunshine         | I guardiani del Sole            | 21 febbraio 2011 |                   |
| 43 | 17 | Death in Bloom                | Sorpresa a Maggiormenta         | 28 febbraio 2011 |                   |
| 44 | 18 | Susan Strong                  | Marisol la forzuta              | 7 marzo 2011     |                   |
| 45 | 19 | Mystery Train                 | Il treno del mistero            | 14 marzo 2011    |                   |
| 46 | 20 | Go with Me                    | La serata delle coppiette       | 28 marzo 2011    |                   |
| 47 | 21 | Belly of the Beast            | Orsetti in festa                | 4 aprile 2011    |                   |
| 48 | 22 | The Limit                     | Il limite                       | 11 aprile 2011   |                   |
| 49 | 23 | Video Makers                  | Il club dei film                | 18 aprile 2011   |                   |
| 50 | 24 | Mortal Folly                  | Debolezza mortale               | 2 maggio 2011    |                   |
| 51 | 25 | Mortal Recoil                 | Ritorno mortale                 | 2 maggio 2011    |                   |
| 52 | 26 | Heat Signature                | Macchia di calore               | 9 maggio 2011    |                   |

## Il padre di Marceline
Dopo che Finn accetta di aiutare Marceline a registrare una delle sue canzoni, la vampira inizia a cantare una canzone riguardante il litigio tra lei e suo padre, Hunson Abadeer. Finn, dispiaciuto, decide di evocare suo padre dalla Nottesfera, non comprendendo che fosse il capo oscuro e che consumasse anime. Hunson prova ad uccidere Finn e ruba il basso ad ascia di Marceline. I due lo inseguono.
Egli si sposta attraverso Ooo, consumando le anime di tutte le creature che riesce a trovare. Finn e Marceline tentano dapprima di schiacciarlo con una roccia, ma il battibecco tra lui e sua figlia lo fa solo infuriare di più. Egli presuppone che Marceline stia cercando di ucciderlo per prendere la Nottesfera, ma lei vuole semplicemente indietro il suo basso.
Finn e Marceline provano un'ultima volta a fermare Hunson Abadeer, che è diventato enorme. A causa della stazza di quest'ultimo, Finn viene facilmente sconfitto. Marceline, infuriata a causa dell'incomprensione di suo padre, va via. Finn, in un ultimo tentativo, riproduce la canzone delle patatine. Ad un tratto, il padre di Marceline comprende perché lei sia irritata, e i due si riappacificano. Finn coglie l'occasione per liberare tutte le anime dalla "sacca delle anime" di Hunson e rispedirlo indietro nella Nottesfera.

## Il cavallo spione
Finn e Jake tornano a casa di notte dopo un'intera settimana di avventure. Finalmente vanno a dormire, ma una strana sensazione impedisce loro di prendere sonno: dalla collina di fronte uno strano cavallo li sta fissando. Cercano di ignorarlo abbassando la tendina della finestra, ma in quel momento sorge la luna che proietta l'ombra del cavallo sulla parete. Stufi della situazione escono per andare a convincere il cavallo a spostarsi.
Finn cerca di usare un approccio diplomatico, ma giungono alla conclusione che il cavallo "ha le caccole nel cervello!". Provano allora a spostarlo con la forza, ma è pesantissimo. Jake, irritato, crede di risolvere la situazione ingrandendosi e spostandolo lontano. Ma il cavallo ritorna dove era prima. Jake non ne può più e lo benda sperando che non dia più fastidio, ma esso fa passare gli occhi sotto la benda.
Finn crede che se il cavallo è scemo allora lo possono attirare lontano da lì con la musica perché "tutti gli scemi amano la musica!". Jake allora prende il suo violino e si allontana suonando la Sonata al Chiaro di Luna di Beethoven, però il cavallo rimane immobile. Prova allora Eine Kleine Nachtmusik di Mozart, ma riesce solo ad attirare i serpenti. Jake propone di uccidere il cavallo ma trova l'opposizione di Finn.
Jake propone di travestire il cavallo da coniglietto, così delle aquile lo vedranno e lo uccideranno. Ovviamente Finn si oppone e Jake gli dice di aver sbagliato, e che le aquile non lo uccideranno ma lo porteranno in una terra di pace e amore. Travestono quindi il cavallo da coniglietto e cominciano a far rumore per attirare le aquile. Finalmente arrivano e dopo aver attaccato Finn e Jake (non essendosi accorte del cavallo-coniglio), se lo portano via. Ora possono dormire.
Appena chiudono gli occhi il tetto si spacca e nella stanza cade il cavallo. Finn e Jake per l'esasperazione iniziano a litigare, ma si accorgono che il cavallo li sta dividendo e uniscono le forze un'altra volta per risolvere definitivamente il problema. Finn dà un calcio nel sedere al cavallo e dalla sua bocca esce Re Ghiaccio.
I due stupiti gli chiedono perché mai li stesse spiando, ma Re Ghiaccio risponde che non è affar loro, sgonfia il cavallo canticchiando e si prepara ad andar via. Secondo Finn voleva scoprire i loro segreti notturni e secondo Jake voleva sapere se lui dorme al naturale. Re Ghiaccio se ne va come se niente fosse e i due lo attaccano perché vogliono fargli confessare il motivo per cui li spiasse. Dopo lanci di serpenti e di cubetti di ghiaccio, Re Ghiaccio ha la peggio e confessa: li stava spiando perché voleva imparare da loro come si fa ad essere così felici. Dato che lui è sempre solo e triste sperava di capire da loro come diventare felice. Mentre racconta ciò, però, Finn e Jake ormai esausti si addormentano appoggiati a lui, che capisce che il segreto per essere felici è dormire.

## Fedeltà al re
Re Ghiaccio si taglia la barba dopo aver "rotto" con una principessa, ma quando il suo nuovo aspetto dimostra di attrarre le altre principesse, sfrutta l'occasione di farsi riconoscere come "Re Piaccio". Inizialmente Finn e Jake vengono ingannati, ma alla fine scoprono la verità e provano a rivelare il piano di Re Ghiaccio.

## L'armatura
Dopo essere stato ferito al dito da una scheggia e insultato da Sir Fincia, Finn cerca l'Armatura Magica di Zelderon per proteggersi, ma non riesce a resistere all'imbarazzo. Infine, Finn comprende che l'imbarazzo è parte della vita e sfida a duello Sir Fincia.

## Raccontami una storia
Malato e costretto a letto, Jake vuole che Finn gli racconti una storia per sentirsi meglio. Quest'ultimo esce nel bosco, ma i suoi tentativi di trovare una buona storia irritano la popolazione locale. Infine viene scelto per essere sacrificato dalle creature della foresta, ma convince loro a non fargli del male.

## Lumaca senzatetto
Snorlock, un lumacone gigante, sfonda una parete della casalbero, per essere aiutato dai due eroi a trovare una compagna. Alla fine Finn e Jake accettano di aiutarlo e ci provano in tutti i modi ma infine si scopre che il lumacone non riusciva a fare colpo sulle lumache perché non aveva un guscio. Alla fine si fidanza con una lumacona senza guscio.

## Festamania
Finn e Jake sono ad una festa. Finn dimostra di essere instancabile ed un invitato si interessa a lui. Finn chiede a Jake chi sia, ma lui dice che credeva fosse un suo amico. La festa finisce e Jake, esausto, va a dormire. Finn si inizia a saltare sul letto, poi si addormenta. Lo strano invitato della festa lo rapisce e lo conduce nel mondo sotterraneo, dove scopre che lo "strano invitato" erano in realtà tre gnomi uno sull'altro. Il loro piano consiste nell'usare l'energia infinita di Finn per alimentare una macchina che invertirà il mondo sotterraneo con quello di superficie. Nel frattempo Jake, svegliatosi e non trovando Finn, esce a cercarlo, ma incontra un insetto ballerino poco coordinato e perde tempo insegnandogli una coreografia "che spacca". Dimostra così di essere un cane festaiolo deconcentrato, come Cannello gli aveva detto alla festa. Allora si ricorda delle sue parole e riparte per il viaggio. Poco dopo incontra due ninfe: una racconta una freddura, ma rovina tutto, non essendo molto abile. Perciò Jake le insegna come si fa, ne racconta una e poi sviene dal ridere. Quando si sveglia le ninfe lo hanno portato ad una festa, dove il "Re delle Feste", una testa di lupo, lo aiuta a ritrovare Finn (che nel frattempo si è stancato terribilmente ricaricando il macchinario) riempiendolo di demoni festaioli. Così raggiunge Finn, e lo salva sconfiggendo gli gnomi e distruggendo il macchinario. Quando torna in sé, Finn lo ringrazia e gli dice di essere un fantastico cane festaiolo. Infine tornano a casa.

## Il potere dei cristalli
Finn e Jake visitano la dimensione cristallo dove creature di cristallo iniziano a trasformare Finn in un essere di cristallo. Viene rivelato che a capo del regno c'è Melaverde, che scomparve nella stagione precedente. Era diventata il sovrano pazzo della dimensione cristallo, ma Finn e Jake la salvano.

## Le altre crostate
Gommarosa incarica Finn e Jake di portare le crostate reali alla cerimonia senza che i ladri di crostate le rubino. Per compiere il lavoro al meglio i due decidono di avvalersi di trucchi e inganni, ma l'impresa si rivelerà più ardua del previsto.

## Taglia la ciocca
Una strega albero minaccia Jake perciò Finn deve tagliare i capelli di una principessa per salvarlo. Al termine della vicenda Finn, non essendo riuscito a trovare capelli a parte quelli di Gommarosa (rifiutati dalla strega perché fatti di gomma da masticare), rivela una folta chioma bionda sotto il suo cappello che cederà tagliandola alla strega. La strega rivelerà che ha intenzione di usare quei capelli per scopi malvagi ma cercando di allontanarsi scivolerà sui capelli cadendo e dicendo "credo di essermi rotta un ramo".

## La stanza delle lame ghiacciate
Finn e Jake temono che re ghiaccio abbia rapito una principessa e investigano in stile ninja, in realtà re ghiaccio era solo andato ad operare Gunter che aveva fatto un uovo ma poi si scopre che re ghiaccio ha rapito la principessa dottoressa che non è neanche una principessa " principessa " è il suo cognome, re ghiaccio allora arrabbiato fa il ninja anche lui e ingaggia uno scontro con Finn e Jake anche se per una distrazione viene subito battuto.

## I genitori di lei
Finn e Jake incontrano i genitori di Lady Iridella ma Jake è preoccupato in quanto cani e iridelli si facevano la guerra, quindi dovrà fingere di essere un iridello per non farsi odiare da loro.

## Scontro con gelato
Finn e Jake si stanno allenando per la Maratona del Gelato, quando il ragazzo sente un lamento provenire da dietro un cespuglio, dove trova uno Gnometto Cavaliere trasformato in ranocchio, intento ad intonare un canto di morte.
Lo Gnometto gli racconta che il suo compito è quello di proteggere tre fagioli magici che, se piantati, daranno vita ad altrettanti baccelli: 2 sono buoni ma uno è cattivo. Finn accetta la missione di proteggere i baccelli, così il ranocchio può morire in pace. Jake viene fuori da un cespuglio, stupendosi del fatto che il suo amico si fosse accollato quell'incarico, così gli propone di piantare i fagioli ed attendere la nascita del baccello malvagio per sconfiggerlo e liberarsi dal peso.
Ad un tratto spunta il Primo Baccello, e Finn si prepara con la spada, ma dalla pianta escono dei graziosi Maialini con vari costumi. Mentre Jake è totalmente rapito dagli animaletti, Finn sospetta che siano malvagi, quindi decide di sottoporli ad un test. I maialini non riescono a compilarlo, e l'unica cosa che scopre è che sono allergici al gelato, così Finn decreta che i maialini sono buoni.
Dopo poco cresce anche il secondo baccello, da cui escono delle Bacchette Magiche, che emettono stelline ed arcobaleni, quindi Finn e Jake catalogano anch'esse come buone. Mentre i due aspettano il terzo baccello, decidono di divertirsi con le bacchette ed i maialini, giocando tutto il giorno. A fine serata si addormentano stanchissimi, ma al risveglio scoprono che i maialini e le bacchette erano scomparsi.
Intanto spunta il terzo baccello. Finn lo attacca brandendo la spada, e qualcosa inizia a sgorgare dall'apertura. Jake si infila dentro e dopo aver assaggiato il liquido scopre che è pieno di gelato. Ingozzandosi nota che questo si rigenera all' infinito, e conclude che il terzo non può assolutamente essere il baccello malvagio.
I due si dirigono verso il Villaggio Funghetto, alla ricerca dei maialini, ma qui scoprono che questi ultimi si servono delle bacchette per far ballare senza tregua gli Abitanti Funghetto. Nel tentativo di fermarli, anche Jake viene colpito, ma Finn ricorda il test fatto in precedenza, dove i maialini avevano dichiarato la loro allergia per il gelato, così si arma dell'ultimo baccello, mirando ai maialini, che una volta colpiti esplodono. Elimina tutti i maialini, ma quando alla fine rimane solo quello vestito da muratore, esita per alcuni secondi, decidendo poi di risparmiarlo nonostante la contrarietà di Jake, ma quando questo attacca il ragazzo con la bacchetta, Finn contrasta l'incantesimo con un getto di gelato, colpendo finalmente anche l'ultimo maialino. Gli Abitanti Funghetto si congratulano con i due avventurieri, mentre Jake si rende utile mangiando tutto il gelato avanzato dalla battaglia.

## Il re silenzioso
Finn e Jake spodestano il tirannico re dei Goblin, Xergiok (che ha la strana mania di sculacciare i suoi sudditi) e prendono il suo posto come regnanti. Ma a Finn non vanno a genio le regole del regno, dato che prevedono che il re non faccia praticamente nulla. Quando l'ex-re tornerà alla carica per riprendere il trono, Finn cercherà di dimostrare che anche un re attivo può essere un buon re.

## Il vero te
Finn deve tenere un discorso al barbecue della scienza di Gommarosa e decide di diventare intelligente indossando un paio di occhiali della Secchionaggine datogli da Oca Loca.

## I guardiani del Sole
Finn e Jake entrano nel gioco di BMO, ma ne escono insieme ai tre nemici con cui dovranno poi vedersela nel mondo reale.

## Sorpresa a Maggiormenta
Gommarosa affida a Finn e Jake la sua pianticella, ma i due si dimostrano dei pessimi padroni e quando la pianta si brucia Maggiormenta si offre di aiutarli facendoli andare nella terra dei morti per chiedere alla morte di ridargli l'anima della pianticella prima che torni Gommarosa.

## Marisol la forzuta
Finn e Jake incontrano Marisol la forzuta e le fanno conoscere la terra di Ooo, ma Marisol, dopo aver visitato Dolcelandia e aver scoperto che è fatta tutta di dolci, decide con gli altri umanoidi di divorarla tutta e Finn e Jake dovranno farli ragionare.

## Il treno del mistero
Per il tredicesimo compleanno di Finn Jake lo porta bendato su un treno dove accadono strani fatti: dopo improvvisi momenti di buio pesto alcuni passeggeri diventano scheletri e Finn non sospetta del capo treno pensando che essendo inquietante sarebbe scontato. Dopo aver visto anche Jake diventare scheletro, capisce che è il capotreno il colpevole e ingaggia uno scontro; infine rivela di essere Jake e che era tutta una messa in scena, ma che erano realmente in pericolo, perché Finn aveva rotto i comandi durante il duello. Per fortuna riescono a salvarsi rimbalzando su un'enorme gelatina. Nel finale, mentre gli invitati, i passeggeri, Finn e Jake gustano il banchetto e la torta, Finn chiede a Jake se anche l'incidente fosse una sua idea, ma Jake risponde che è stato tutto un caso e senza la gelatina sarebbero morti.

## La serata delle coppiette
Nella giornata delle coppiette Finn cerca di convincere Gommarosa ad andare alla festa con lui, ma lei rifiuta. Per convincerla Finn chiede aiuto a Jake e a Marceline.
Inizialmente segue i consigli di Jake ma alla fine deciderà di seguire i consigli di Marceline, offendendo il cane che se ne va.
Non riuscendo a convincerla comunque, Finn decide di chiedere alla vampira di andare alla serata con lui da amici e per convincerla chiede nuovamente aiuto a Jake.
Dopo averla convinta vanno alla festa ma quando tutti iniziano a baciarsi decidono di andare via.

## Orsetti in festa
Finn e Jake trovano un mostro fuori nel giardino di casa, dopo un breve scontro sentono delle grida di aiuto dentro la pancia del mostro e ci entrano, trovando un orsetto che annuncia che è in arrivo un party. Finn e Jake sono scioccati quando vedono tantissimi orsetti che si divertono a ballare in quanto sono nello stomaco di un mostro e rischiano di essere digeriti, dopo molti tentativi riescono a far capire al capo, Party Pat che stanno festeggiando nella pancia di un mostro, quindi decide di dirlo a tutti, anche se a loro non importa siccome non sanno il pericolo che corrono. I due avventurieri si arrendono e dopo una conversazione in cui il mostro li stava ascoltando e capisce che il motivo del bruciore della sua lingua era dovuto ai fuochi d'artificio degli orsi, quindi lui per non soffrire questo tormento e aver capito cosa intendevano Finn e Jake decide di uccidere sia loro che gli orsetti bevendo della lava, quindi si alza e si avvicina verso il vulcano, stavolta spiegando agli orsi di quello che voleva fare il mostro gli orsetti scappano immediatamente dal corpo del mostro attraverso l'intestino e scampano al pericolo, tuttavia gli orsi sono molto delusi perché lo stomaco di quel mostro per loro era perfetto. Finn gli fa notare che sicuramente il mostro non li accetterà per il caso dei fuochi d'artificio, allora Party Pat promette al mostro che d'ora in poi avrebbero usato degli innocui laserini, e il mostro allora consente agli orsetti di risiedere nel suo stomaco.

## Il limite
Finn e Jake si trovano nel recinto della Principessa Hot Dog, insieme a due suoi cavalieri Hot Dog, quando ad un certo punto nel cielo si vede un segnale di aiuto (BUTT, ovvero: Bisogno Urgente Troppo Terrore). Così Finn e Jake, si muovono alla ricerca dei cavalieri Hot Dog che si trovano in un labirinto; all'entrata del labirinto c'è un cartello con scritto "Non barare o muori" così Jake decide di legarsi ad un tronco, in modo da ritrovare strada. All'inizio del labirinto incontrano i cavalieri Hot Dog disperati, e li portano con loro; uno dei cavalieri li mette al corrente che al centro del labirinto si trova una Creatura che esaudisce i desideri, Finn e Jake decidono di giungervi e chiedere un Elefante tandem psichico da guerra.
Quindi si avventurano all'interno del labirinto, superando molti pericoli ma, giunti all'entrata del tempio della Creatura, Jake è diventato sottilissimo, ma i cavalieri lo incoraggiano, riuscendo a risolvere il puzzle per entrare nel tempio; arrivati devono superare un percorso ad ostacoli pieno di trappole e trabocchetti.
I cavalieri e Finn incoraggiano Jake ad avanzare ancora, in questo modo arrivano alla creatura che concederà a tutti 1 desiderio. Dopo aver visto gli altri sprecare i propri desideri Finn desidera l'elefante tandem, in modo che ci sia un altro soggetto con il diritto di esprimere un desiderio: l'elefante, sapendo leggere nel pensiero, desidera ciò che pensa Finn, cioè la salvezza di Jake e dei cavalieri Hot Dog, la Creatura dice che dopo aver sprecato i desideri dovevano morire, ma Finn e Jake salgono sull'elefante tandem psichico da guerra, che può volare, e fuggono via.

## Il club dei film
Finn e Jake devono guardare un film coi loro amici che costituiscono il club dei film, ma si rendono conto che devono smettere per i diritti d'autore. Decidono quindi di girare loro stessi un film, ma questo creerà litigi tra i due amici.

## Debolezza mortale
Mentre medita con Finn e Jake, la principessa Gommarosa ha una premonizione che coinvolge il Lich, un malvagio stregone non morto che è stato intrappolato molto tempo fa in un blocco d'ambra dal leggendario eroe Billy. Gommarosa racconta a Finn e Jake del sogno, e loro tre si recano all'albero in cima al palazzo Gommarosa dove è nascosto il blocco d'ambra; Gommarosa posiziona anche gioielli magici sulle teste di Finn e Jake che impediranno al Lich di esercitare il controllo mentale su di loro. Mentre esamina l'ambra, una lumaca viene posta sotto l'incantesimo del Lich e lo aiuta a liberarlo mentre Finn e Jake non prestano attenzione. Il Lich quindi inizia a vagare per Ooo, lasciando un'ondata di distruzione sul suo cammino.
Finn e Jake, dopo aver acquisito il leggendario guanto di Billy e uno speciale maglione rosa realizzato da Gommarosa, danno la caccia al mostro, ma vengono costantemente interrotti dal Re Ghiaccio che continua a cercare di ottenere la benedizione di Finn e Jake per sposare Gommarosa. Stufo del loro atteggiamento sprezzante, Re Ghiaccio rapisce Gommarosa e segue Finn e Jake mentre i due eroi inseguono il Lich. Il Lich alla fine raggiunge la sua tana, una stazione della metropolitana abbandonata, e crea una pozza di liquido verde che intende utilizzare per recuperare le forze e distruggere il mondo.
I protagonisti seguono il Lich nella sua tana. Nello scontro che segue, il guanto di Billy viene distrutto dal Lich e Finn rompe il suo gioiello. Il Lich tenta di esercitare il suo controllo mentale su Finn, ma il ragazzo si ritrova in grado di resistere. Viene quindi rivelato che il maglione che Gommarosa ha dato a Finn ha il potere di respingere il Lich perché è intriso del potere dell'amore. Finn quindi prende il maglione e lo spinge nelle orbite del Lich e gli strappa la faccia, distruggendolo. Tuttavia, Re Ghiaccio fa cadere accidentalmente Gommarosa nella vasca del Lich, con orrore di Finn e Jake.

## Ritorno mortale
Dopo essere stata accidentalmente buttata nel pozzo del Lich da Re Ghiaccio, Gommarosa viene portata d'urgenza in ospedale. A seguito di un intervento, la principessa ritorna in salute, seppur debole, dunque è costretta a rimanere nella sua camera per un po'. Finn e Jake cercano di metterla a suo agio, ma il cane capisce che qualcosa in Gommarosa non va: si comporta in modo quasi demoniaco e fa delle richieste strane. Chiede infatti a Finn di portarle del carburante, del plutonio e altre sostanze infiammabili, cosa che il ragazzo fa prontamente.
Ben presto, però, i due scoprono che la principessa si è trasformata in un mostro, e nel tentativo di fermarla vengono messi fuori gioco. Incontrano poi Re Ghiaccio, il quale si era intrufolato nel castello di Dolcelandia perché preoccupato per la principessa, che confessa agli avventurieri di aver visto qualcosa uscire dal corpo del Lich per entrare in quello di Gommarosa. 
Finn e Jake capiscono quindi che la loro amica è stata posseduta. Pur riluttante, Finn accetta l'aiuto di Re Ghiaccio per sconfiggere la creatura, cosa che avviene con il congelamento dell'essere, divenuto gigantesco. Questo, però, cade frantumandosi, cosicché Gommarosa deve essere nuovamente portata in ospedale e sottoposta ad operazione. Durante l'intervento, non c'è abbastanza gomma per riformare l'intero corpo, così Gommarosa ritorna ad avere 13 anni, la stessa età di Finn.

## Macchia di calore
Finn e Jake vanno da Marceline per guardare un film "macchia di calore" e fanno la conoscenza di tre fantasmi, Wendy, George e Bobo. Finn e Jake poi si lamentano, perché sono gli unici a non saper fluttuare e chiedono a Marceline di farli diventare vampiri. Marceline allora decide con i tre fantasmi di fargli uno scherzo, facendogli credere di essere diventati vampiri, ma quando tocca ai tre fantasmi, Marceline dopo un po' di tempo scopre in realtà che i tre progettano di uccidere Finn e Jake e, quando li invitano a casa loro per celebrare i loro nuovi poteri, la vampira scopre che è un altro piano per ucciderli, strappandogli l'anima succhiandogliela dal cervello, Marceline allora dovrà assolutamente salvarli.